# Benthameleón
Benthameleón era el nombre de un demonio que se ofreció a los rabinos Simeón y Eleazar para meterse en el cuerpo de una hija de Tito a quien atormentaría hasta conseguir que el emperador revocase su edicto prohibiendo celebrar la fiesta del sábado y la circuncisión, convencido del poder del demonio en las cosas terrenas.